# 布魯諾軟梳䲁
布魯諾軟梳䲁（學名：Malacoctenus brunoi），為輻鰭魚綱䲁形目脂䲁科軟梳䲁屬的一個種，被IUCN列為極危保育類動物，分布於西南大西洋巴西海域，本魚頭部細長，吻尖，每個鼻孔上都有一根捲鬚，頸背兩側有卷鬚，每眼上有一根叉狀卷鬚，口腔頂部兩側無齒，背鰭棘與鰭條之間有缺口，側線鱗62-66片，身體兩側有縱向的深褐色斑點，背鰭硬棘20枚、背鰭軟條12-13枚、臀鰭硬棘2枚、臀鰭軟條20-22枚，體長可達4.4公分，棲息在水淺的礁石區，生活習性不明。